# دار بلعمري
دار بلعمري قرية مغربية بإقليم القنيطرة الساحلي، شمالي الرباط. تضم بلدة دار بلعمري 31.453 نسمة (إحصاء 2004).
1. ↑  "Le rapport finale du recensement 2004" (PDF) (بالفرنسية). Archived from the original (pdf) on 2010-06-01. Retrieved 2009-06-28.